# Philippe-Guillaume de Brandebourg-Schwedt
Philippe-Guillaume, né le 19 mai 1669 à Königsberg en duché de Prusse et mort le 19 décembre 1711 au château de Schwedt en Brandebourg, est un prince prussien de la maison de Hohenzollern. Portant le titre de margrave, il fut le premier chef de la branche collatérale de Brandebourg-Schwedt de 1688 à sa mort.

## Biographie

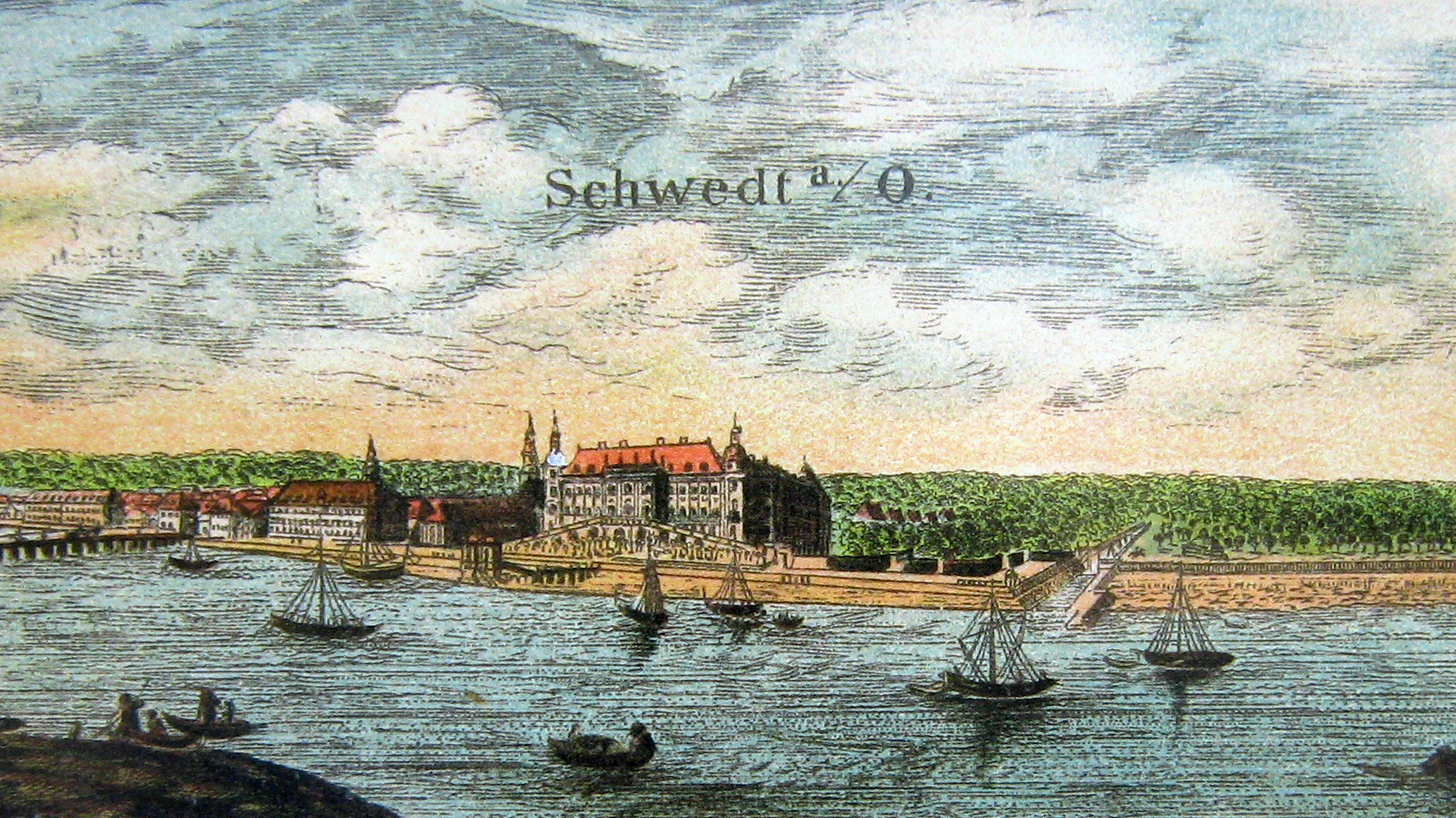
Le château de Schwedt (1669).

Fils aîné issu du second mariage du « Grand Électeur » Frédéric-Guillaume Ier de Brandebourg avec la princesse Sophie-Dorothée de Schleswig-Holstein-Sonderbourg-Glücksbourg, le souci de ses parents est la sécurité financière de leurs fils sans perspective de succession au trône. Peu de temps après la naissance de Philippe-Guillaume, en 1670, sa mère acquiert le fief de Schwedt au nord du margraviat et fait reconstruire le château dévasté pendant la guerre de Trente Ans. En 1680, elle a acquis également la seigneurie de Wildenbruch près de Greifenhagen dans la province de Poméranie.
À la mort de son père en 1688, il prend les titres de « margrave de Brandebourg, prince de Prusse » tandis que son demi-frère Frédéric III a succédé à leur père sur le trône. Lorsque la princesse Sophie-Dorothée mourut l'année suivante, Philippe-Guillaume transféra sa résidence au château de Schwedt. Par un traité du 3 mars 1692, il s'arrangea avec son demi-frère et obtient un généreux apanage en compensation de son exclusion de la couronne, ce qui permettait une vie courtoise. 

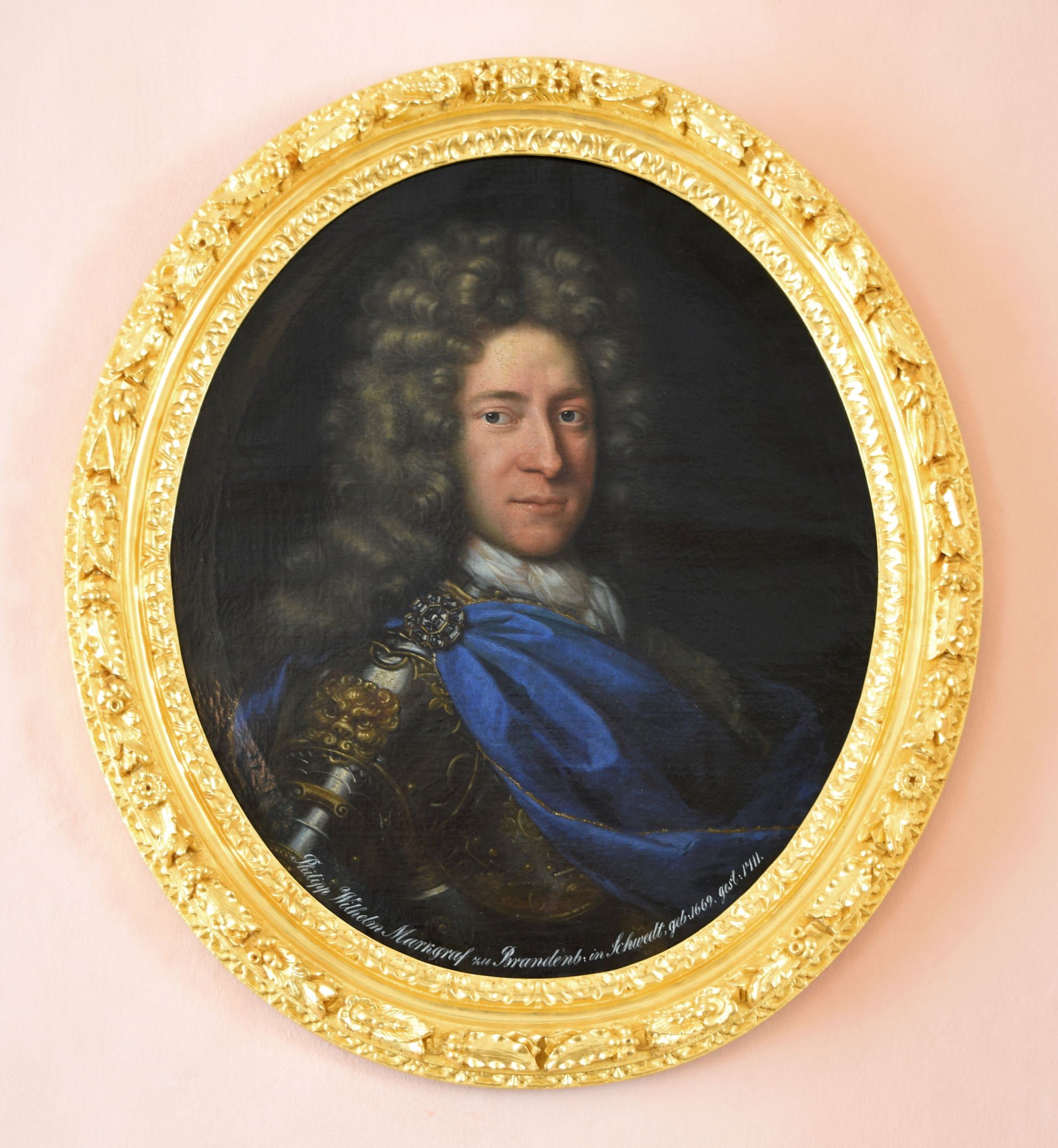
Portrait de Philippe-Guillaume (vers 1695), collection du château de Caputh.

Comme prince impérial, Philippe-Guillaume participa aux campagnes militaires contre la France de Louis XIV pendant la guerre de la Succession palatine. En 1697, il fut nommé général de champ d'artillerie (Feldzeugmeister) et le commandeur des plusieurs régiments. Depuis 1692, il agit également comme gouverneur (Statthalter) de Magdebourg. Lorsque l'Académie de Halle a été fondée en 1694, il se voit décerner le titre de rector magnificentissimus. 
Après le couronnement de son frère Frédéric comme roi en Prusse en 1701, il se voit attribuer le prédicat d'« Altesse Royale » ; la nomenclature de « Brandebourg-Schwedt » n'apparaît qu'au XIXe siècle. Lors de ses séjours à Berlin, il habite au Vieux Palais, la construction précédente de la résidence du prince prussien Guillaume Ier sur l'avenue Unter den Linden. 
Philippe-Guillaume est inhumé dans la crypte de la cathédrale de Berlin. Son fils aîné Frédéric-Guillaume lui succéda, mais du fait de sa minorité sous la tutelle de son oncle le roi Frédéric Ier, puis de son cousin Frédéric-Guillaume Ier. À la mort d'Anne-Élisabeth-Louise, petite fille de Philippe-Guillaume, en 1820, la lignée de Brandebourg-Schwedt s'éteignit.

## Famille
Le 25 janvier 1699, Philippe-Guillaume épouse Jeanne-Charlotte (1682-1750), fille du prince Jean-Georges II d'Anhalt-Dessau et de son épouse Henriette-Catherine d'Orange-Nassau. Six enfants sont nés de cette union :
- Frédéric-Guillaume (1700-1771), margrave de Brandebourg-Schwedt, épouse en 1734 la princesse Sophie-Dorothée de Prusse ;
- Frédérique-Dorothée-Henriette (1700-1701)
- Henriette-Marie de Brandebourg-Schwedt (1702-1792), épouse en 1716 le prince Frédéric-Louis de Wurtemberg (1698-1731) ;
- Georges-Guillaume (1704-1704)
- Henri-Frédéric (1709-1788), margrave de Brandebourg-Schwedt, épouse en 1739 la princesse Léopoldine-Marie d'Anhalt-Dessau ;
- Charlotte (1710-1712).

À la mort de Philippe-Guillaume en 1711, sa veuve est devenue abbesse de Herford.